# Bertrand de Goth
Bertrand de Goth († 5. Mai 1313) war ein französischer Geistlicher aus dem Haus Goth; er war Bischof von Agen sowie Bischof und Herzog von Langres und Pair von Frankreich.
Er ist zu unterscheiden von seinem gleichnamigen Neffen, der 1305 als Clemens V. Papst wurde.

## Leben
Bertrand de Goth ist der Sohn von Senebrun de Goth und dessen zweiter Ehefrau Marquise d’Ilhac.
Am 9. Oktober 1289 zeichnete er bereits als Bischof von Agen; er war der direkte Nachfolger von Jean Jerlandi († 20. September 1291) und der indirekte von Arnaud de Goth, der 1271 ernannt wurde und am 10. Februar 1282 starb,
Im Jahr 1305 begleitete Bertrand de Goth wohl Clemens V. auf seiner Reise nach Lyon zur Krönung am 14. November, zumindest hielt er sich am 3. Oktober gemeinsam mit ihm im Kloster Prouille auf. Gegen Ende 1305 wurde er von seinem Neffen zum Bischof von Langres ernannt, wodurch er gleichzeitig Duc de Langres und Pair de France wurde: Clemens V. berichtete König Philipp IV. davon am 22. Januar 1306 in einem Brief. Jean, Seigneur de Choiseul et d'Aigremont, Jean, Seigneur de Coublant, und mehrere andere huldigten ihm kurz nach seiner Einsetzung. Sein Nachfolger ab 25. Februar 1306 war Bernard de Fargues, ebenfalls ein Neffe Clemens’ V.
Sein persönlicher Rang als Pair de France ist der Grund dafür, dass er und seine Familie von Père Anselme in die Histoire genéalogique et chronologique de la maison royale de France, des pairs, grands officies de la couronne… aufgenommen wurden, und nicht die Tatsache, dass sein Neffe Papst war.
Der Bischof von Langres befand sich im selben Jahr 1306 in Paris bei der Überführung des Hauptes des Heiligen Ludwig in die Sainte Chapelle de Paris, wie aus einem Brief hervorgeht, den König Philipp in dieser Angelegenheit an Papst Clemens schrieb.
Als Bernard de Fargues Erzbischof von Rouen wurde, übernahm Bertrad de Goth am 11. November 1306 erneut das Bistum Agen; dies geht auch aus einem Brief von Clemens V. an König Philipp IV. hervor, in dem er ihm Guillaume de Durfort als Nachfolger in Langres empfahl, das durch Bertrands Versetzung in sein erstes Bistum in Agen vakant geworden war. Dieser Brief datiert vom 15. November 1306.
Bertrand de Goth starb am 5. Mai 1313 als Bischof von Agen, sein Nachfolger wurde Amanieu de Fargues, Bruder von Bernard de Fargues, also ein weiterer Neffe Clemens’ V., am 13. Januar 1314.
Die Information, Bertrand de Goth sei im Jahr 1310 gestorben und in Langres bestattet ist falsch; das Epitaph, das man von ihm in der Kirche von Langres (zu Père Anselmes Zeiten) sah, wo er Barthelemi genannt wird, ist nicht richtig und wurde lange Zeit später angebracht. In der Bibliothèque Colbertine gab es drei Urkunden dieses Prälaten, die belegen, dass er das Jahr 1310 überlebte; eine ist vom 5. Mai 1311, mit der er seinem Neffen Raymond-Guillaume de Goth die Pfarrei Blanquefort übertrug, die er von seiner Mutter Marquise d'Ilhac geerbt hatte, die beiden anderen betreffen den gleichen Vorgang. Aus den Titeln der Familie d’Albret geht hervor, dass Bertrand, Bischof von Agen, 1312 noch lebte und sein Sitz 1313 vakant war.